# Nikołaj Grot
Nikołaj Jakowlewicz Grot (ur. 18 kwietnia?/30 kwietnia 1852 w Helsinkach, zm. 23 maja?/4 czerwca 1899 w Koczetoku) – rosyjski filozof i psycholog, profesor Cesarskiego Uniwersytetu Moskiewskiego.

## Życiorys
Jego ojcem był Jakow Grot, rosyjski filolog i profesor Imperialnego Uniwersytetu Aleksandra; zaś jego bratem był Konstantin Grot – rosyjski filolog i slawista. Nikołaj Grot ukończył studia na Uniwersytecie Petersburskim; był profesorem Cesarskiego Uniwersytetu Noworosyjskiego i Cesarskiego Uniwersytetu Moskiewskiego. W 1888 roku został przewodniczącym Moskiewskiego Towarzystwa Psychologicznego. W 1889 roku założył czasopismo Voprosy filosofii i psihologii zajmujące się psychologią, filozofią i etyką. Początkowo był zwolennikiem pozytywizmu, jednak z czasem zaczął się zajmować metafizyką.